# Juan Chacón
Juan Chacón de Alvarnáez (Casarrubios del Monte, Toledo, 1452 – Alcalá de Henares, 5 de julio de 1503) fue un noble español que estuvo al servicio de la Corona de Castilla, desempeñando diversos cargos, entre los que destacan el de adelantado mayor del Reino de Murcia y mayordomo mayor de Isabel I de Castilla, que además participó en la Guerra de Granada.

## Biografía
Nació en Casarrubios del Monte en el año 1452, siendo hijo único de Gonzalo Chacón, I señor de Casarrubios del Monte y de Arroyomolinos, negociador en el matrimonio de los Reyes Católicos, y de Clara Álvarez de Alvarnáez, dama portuguesa.
Fue señor de las villas de Albox, Alborea, Oria, María, Benitagla y Albanchez. Ocupó los cargos de contador mayor de Castilla, mayordomo mayor de Isabel la Católica, de quien fue muy favorecido, comendador de Montemolín y de Caravaca, Trece de la Orden de Santiago, alcaide de los alcázares de Murcia y Lorca, y por matrimonio ocupó el de adelantado mayor del Reino de Murcia.
En 1491 inició la construcción de la capilla familiar en la catedral de Murcia, y falleció en Alcalá de Henares el 5 de julio de 1503.

## Matrimonios y descendencia
Contrajo matrimonio en Madrid el 16 de abril de 1477 con Luisa Fajardo y Manrique, II señora de Cartagena y de las villas de Alhama, Murcia, Librilla, Molina de Segura y la Puebla, y de los lugares de Alumbres y Fortuna, heredera de la Casa de los Vélez, por ser hija de Pedro Yáñez Fajardo y Quesada y de Leonor Manrique y Figueroa. Sus capitulaciones matrimoniales, otorgadas de orden de los Reyes Católicos, recogen que su descendencia debería usar el apellido materno en contraposición al paterno, siendo sus hijos:
1. Pedro Fajardo y Chacón, I marqués de los Vélez.
2. Gonzalo Chacón y Fajardo, II señor de Casarrubios del Monte, Arroyomolinos, Villamanta, El Álamo, Valmojado, el Guijo y otros, alcaide del alcázar y cimborio de Ávila, comendador de Montiel en la Orden de Santiago, paje del príncipe don Juan y contador mayor de su despensa, casado con Francisca Pacheco de Guevara, con sucesión.
3. Fernando Chacón y Fajardo, comendador de Aranjuez en la Orden de Santiago, casado con Francisca Barroso de Ribera, señora de Parla y Calabazas e hija de Payo Barroso de Ribera, Mariscal de Castilla, sin sucesión.
4. Isabel Fajardo, casada con Rodrigo Manrique de Lara y Acuña, III conde de Paredes de Nava, con sucesión.
5. Leonor Chacón y Fajardo, dama de Isabel la Católica, casada con Juan Pacheco y Ladrón de Guevara, II señor de La Puebla de Montalbán, progenitores de los condes de la Puebla de Montalbán.
6. Luisa Chacón y Fajardo, fallecida sin sucesión.
7. Juan Chacón y Fajardo, fallecido sin sucesión.
8. Antonio Chacón y Fajardo, fallecido sin sucesión.

Fallecida su primera mujer, contrajo segundo matrimonio en Lahiguera (Jaén) el 24 de noviembre de 1491 con Inés Manrique, camarera mayor de Isabel la Católica y aya de Felipe II, hija de Pedro Manrique de Lara y Figueroa, II conde de Paredes de Nava, y de Leonor de Acuña. Nacieron de este segundo matrimonio:
1. Rodrigo Manrique y Chacón, caballero de la Orden de Santiago.
2. Miguel Chacón de Manrique, clérigo al servicio del cardenal Adriano de Utrecht (papa Adriano VI).
3. María Inés Chacón de Manrique, casada con Gómez de Benavides y Velasco, Mariscal de Castilla, IV señor de Frómista, San Muñoz y Valdematilla, progenitores de los marqueses de Frómista.
4. Francisca Manrique y Chacón, casada con Enrique Enríquez, señor de Cortes, Senés, Castro de Filabres, Orce, Galera, Tahalí, Lucainena y Sierra de Filabres, hermano del III conde de Alba de Liste.
5. Margarita Manrique y Chacón, casada con Sancho de Castilla y Mendoza, IV señor de Gor, Bolodui y Herrera, con sucesión.
6. Catalina Chacón y Manrique, religiosa en el Real Monasterio de Nuestra Señora de la Consolación de Calabazanos.
7. Magdalena de Acuña, que al igual que su hermana, fue religiosa en Nuestra Señora de la Consolación de Calabazanos.